# Shota Yomesaka
Shota Yomesaka (født 19. oktober 1996) er en japansk fodboldspiller, som spiller for den japanske fodboldklub Iwate Grulla Morioka.